# St. Peter (Kissing)
Die katholische Kapelle St. Peter ist der barockisierte Rest einer romanischen Chorturmkirche im alten Dorfkern von Kissing (Landkreis Aichach-Friedberg, Schwaben). Das kleine Gotteshaus gilt als ältester Kirchenbau im Gemeindegebiet, der möglicherweise mit der Römerstraße im Lechfeld in Zusammenhang steht.

## Geschichte

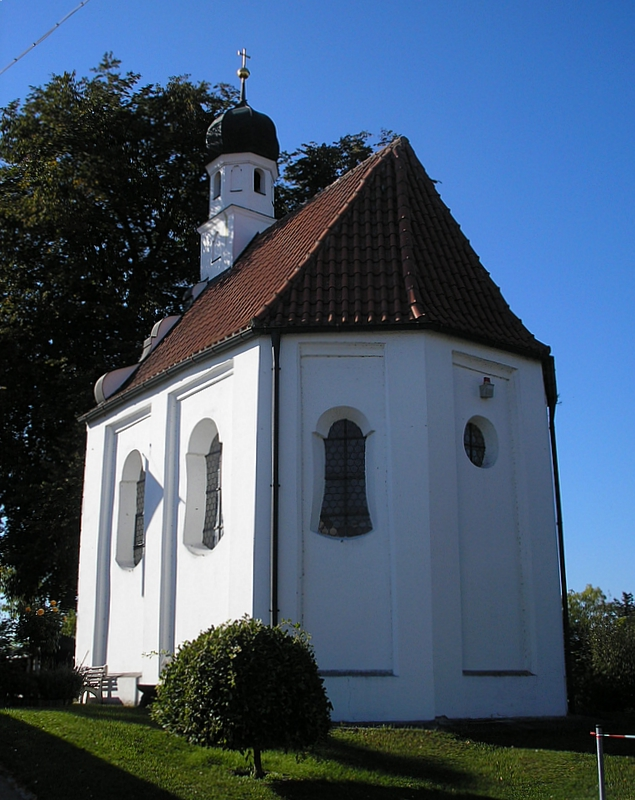
Gesamtansicht von Osten

Das Petruspatrozinium weist auf ein hohes Alter des Kirchleins hin. In nachrömisch-frühchristlicher Zeit wurden zahlreiche Petruskirchen entlang der alten Römerstraße im Lechfeld angelegt. Das nahe Augsburg dürfte der Sitz eines frühen Bistums gewesen sein.
Das Dorf Kissing entwickelte sich um die Peterskirche und die nahe Burg auf dem Fuchsberg, von der heute nur noch Geländespuren zu erkennen sind. Nach der Errichtung der Pfarrkirche St. Stephan im 12. Jahrhundert war St. Peter nur noch Nebenkirche. Südlich der neuen Pfarrkirche legten die edelfreien Herren von Kissing eine weitere Burganlage an, deren mächtiger Turmhügel seit der Barockzeit von einer Wallfahrtskapelle bekrönt wird.
Die romanische Chorturmkirche auf dem Petersberg wurde um 1600 in nachgotischen Formen umgebaut, der Turm abgebrochen. In der älteren Literatur wird der erhaltene Bau meist als Chor einer größeren Kirche angesehen, was aber durch eine Bodenuntersuchung widerlegt werden konnte. Der ehemals offene Spitzbogen der Westwand deutet wahrscheinlich nur auf eine Vorhalle hin.
Nach den Zerstörungen während des Dreißigjährigen Krieges veranlasste das Jesuitenkolleg St. Salvator ab 1661 eine Wiederherstellung der Kapelle. Die Rippen des nachgotischen Gewölbes wurden abgeschlagen, das Gewölbe stuckiert. Auch die Vorhalle verschwand. Bereits 1658/1659 hatte der Orden, der im Ort begütert war und das nahe Schloss Mergenthau besaß, den neuen Altar der Peterskirche bestellt.
Um 1730/1735 stuckierte man das Gewölbe neu. Gleichzeitig entstand das erhaltene Deckenfresko, das manchmal Matthäus Günther zugeschrieben wird.
Im Zuge der Säkularisation sollte auch dieser Sakralbau abgerissen werden (1806), was jedoch durch den Einsatz der Gemeinde verhindert werden konnte.

## Beschreibung
Die Kapelle liegt auf einer Hügelzunge über dem Lechtal. Das einschiffige Langhaus wird von der Stichkappentonne des nachgotischen Gewölbes überspannt, dessen Rippen durch die Stuckdekorationen (Bandel- und Gitterwerk,  Muscheln) ersetzt wurden. Der Chor ist nicht eingezogen und schließt in drei Seiten des Achtecks. Über dem Westgiebel sitzt ein barocker Dachreiter mit Zwiebelhaube, die geschweiftem Fensteröffnungen schließen in Rundbögen. Das Chorhaupt wird nur von einem winzigen Rundfenster belichtet, vor dem der Altar steht. An Stelle der ehemaligen Strebepfeiler gliedern flache Wandvorlagen das Äußere.
Die Ausstattung musste aus Sicherheitsgründen weitgehend aus dem Raum entfernt werden. Das Deckenfresko im Langhaus zeigt den hl. Petrus kniend vor Christus. Den Altar schuf Hans Sautter 1658/1659. Zwei schlanke Säulen flankieren das Altarblatt mit dem Namenspatron (Jonas Umbach, bez. 1660).